# Méthode de Boltzmann sur réseau
La méthode de Boltzmann sur réseau est une méthode de simulation informatique en dynamique des fluides (CFD). À la place des équations de Navier-Stokes, l'équation discrète de Boltzmann est résolue pour simuler à une échelle mésoscopique le comportement de fluides newtoniens et non newtoniens à l'aide d'un schéma de collision-propagation. Par la simulation de ce procédé de collision et de propagation, il est possible de reproduire des comportements complexes de fluides.

## Algorithme
La méthode de Boltzmann sur réseau (en anglais lattice Boltzmann methods, LBM)), relativement récente, permet de reproduire le comportement de fluides complexes et suscite l’intérêt de nombreux chercheurs en physique numérique. Elle permet de simuler des phénomènes physiques complexes par sa nature mésoscopique. Son importante capacité de parallélisation la rend également attractive afin de réaliser des simulations rapides sur du matériel parallèle. La méthode de Boltzmann sur réseau est une méthode de simulation d'écoulements de fluides alternative à la résolution des équations de Navier-Stokes. Contrairement à cette dernière, elle consiste à discrétiser l'équation de Boltzmann, correspondant à une modélisation statistique de la dynamique des particules constituant le fluide. La méthode de Boltzmann sur réseau présente des avantages sur les méthodes conventionnelles, notamment pour le traitement de domaines de simulation complexes. Pour la méthode de Boltzmann sur réseau, la collision et la propagation des particules est décrite de la manière suivante, en utilisant l'opérateur BGK :
Collision : {\displaystyle f_{i}^{\ast }({\vec {x}},t+\Delta t)=f_{i}({\vec {x}},t)+{\frac {1}{\tau }}(f_{i}^{eq}-f_{i})\,}
Propagation : {\displaystyle f_{i}({\vec {x}}+{\vec {v}}_{i}\Delta t,t+\Delta t)=f_{i}^{t}({\vec {x}},t+\Delta t)\,}
Avec {\displaystyle {\vec {v}}_{i}=\lambda {\vec {\boldsymbol {e}}}_{i}} représentant les différents vecteurs vitesses élémentaires données aux particules du réseau. De plus, {\textstyle \lambda ={\frac {\Delta x}{\Delta t}}} est la vitesse du réseau et {\displaystyle {\vec {\boldsymbol {e}}}_{i}} sont les différents vecteurs de direction élémentaires données aux particules du réseau. Les quantités macroscopiques du fluide sont alors définies de la manière suivante:{\displaystyle \rho ({\vec {x}},t)=\sum _{i}f_{i}({\vec {x}},t),\quad {\vec {j}}({\vec {x}},t)=\rho ({\vec {x}},t){\vec {u}}({\vec {x}},t)=\sum _{i}{\vec {v}}_{i}f_{i}({\vec {x}},t),}Ci-dessus, la densité du fluide et la vitesse macroscopique du fluide. 

## Maillages et classificationsDnQm
Une méthode de Boltzmann sur réseau peut être appliquée sur plusieurs types de maillage (ou réseau), généralement cubique ou triangulaire, avec une discrétisation plus ou moins fine des directions de propagation. 
Une méthode populaire pour classifier les différentes méthodes par maillage est le schéma {\displaystyle D_{n}Q_{m}}. Dans ce cas, n intervient sur la dimension du domaine de simulation et m définit le nombre de directions de propagation du ou des fluides considérés. Par exemple, un schéma D3Q19 est un schéma à {\displaystyle 3} dimensions avec {\displaystyle 19} directions de propagation du fluide. Les plus utilisés sont les suivants: D2Q9, D3Q15, D3Q19, D3Q27. Chaque direction est associée à un vecteur {\displaystyle {\vec {\boldsymbol {e}}}_{i}}. On donne ici les vecteurs associés aux schémas D2Q9, D3Q15, et D3Q19:{\displaystyle {\vec {\boldsymbol {e}}}_{i}={\begin{cases}(0,0)&i=0\\(1,0),(0,1),(-1,0),(0,-1)&i=1,2,3,4\\(1,1),(-1,1),(-1,-1),(1,-1)&i=5,6,7,8\\\end{cases}},\quad {\vec {\boldsymbol {e}}}_{i}={\begin{cases}(0,0,0)&i=0\\(\pm 1,0,0),(0,\pm 1,0),(0,0,\pm 1)&i=1,...,6\\(\pm 1,\pm 1,\pm 1)&i=7,...,14\\\end{cases}},}{\displaystyle {\vec {\boldsymbol {e}}}_{i}={\begin{cases}(0,0,0)&i=0\\(\pm 1,0,0),(0,\pm 1,0),(0,0,\pm 1)&i=1,\ldots ,6\\(\pm 1,\pm 1,0),(\pm 1,0,\pm 1),(0,\pm 1,\pm 1)&i=7,...,18\\\end{cases}}.}

## Calibrage du réseau
Le calibrage du réseau est une étape cruciale dans le développement d'une méthode de Boltzmann sur réseau de schéma {\displaystyle D_{n}Q_{m}}. Il est nécessaire que les calculs des moments hydrodynamiques d'ordre {\displaystyle n}, notés {\displaystyle {\mathcal {M}}^{(n)}} soient égaux à leur version discrétisée. Pour ce faire, la méthode de la quadrature de Gauss est utilisée en injectant une distribution à l'équilibre {\displaystyle f^{eq}} telle que la distribution de Maxwell-Boltzmann.
{\displaystyle {\mathcal {M}}^{(n)}=\int f\cdot {\vec {v}}^{n}d{\vec {v}}=\sum _{i=1}^{m}\omega _{i}{\vec {v_{i}}}^{n}f_{i}}
Dans l'exemple de {\displaystyle D_{2}Q_{9}} et {\displaystyle D_{3}Q_{19}}, les différents poids de pondération {\displaystyle \omega _{i}} sont définis comme suit 
{\displaystyle \omega _{i}={\begin{cases}4/9&i=0\\1/9&i=1,2,3,4\\1/36&i=5,6,7,8\\\end{cases}},\quad \omega _{i}={\begin{cases}1/3&i=0\\2/36&i=1,\ldots ,6\\1/36&i=7,\ldots ,18\\\end{cases}}}
Il s'ensuit dans le calcul de ces facteurs de pondération, qu'un paramètre {\displaystyle k} intervient. Il est déterminé par le rapport au carré de la vitesse du réseau {\displaystyle \lambda } avec celle du son {\displaystyle c_{s}}. Les différentes valeurs de {\displaystyle k} varient en fonction des schémas.
| Schéma            | {\displaystyle D_{1}Q_{3}} | {\displaystyle D_{1}Q_{5}} | {\displaystyle D_{2}Q_{4}} | {\displaystyle D_{2}Q_{5}} | {\displaystyle D_{2}Q_{9}} | {\displaystyle D_{3}Q_{15}} | {\displaystyle D_{3}Q_{19}} |
| ----------------- | -------------------------- | -------------------------- | -------------------------- | -------------------------- | -------------------------- | --------------------------- | --------------------------- |
| {\displaystyle k} | {\displaystyle 3}          | {\displaystyle 1}          | {\displaystyle 2}          | {\displaystyle 3}          | {\displaystyle 3}          | {\displaystyle 3}           | {\displaystyle 3}           |

En supposant que le fluide étudié est supposé être parfait, en découle une seconde expression de la vitesse du son {\displaystyle c_{s}}. En effet, d'après la loi des gaz parfaits {\displaystyle pV=nRT}, avec {\displaystyle p} la pression, {\displaystyle V} le volume du fluide, {\displaystyle n} le nombre de mol composant le fluide, {\displaystyle R} la constante universelle des gaz parfaits et {\displaystyle T} la température thermodynamique (en kelvins). La vitesse du son étant déterminée par la racine carré du gradient de pression {\displaystyle p} en fonction de la masse volumique du fluide {\displaystyle \rho }, tout ceci à entropie {\displaystyle S} constante, i.e : 
{\displaystyle c_{s}={\sqrt {{\Bigg (}{\frac {\partial p}{\partial \rho }}{\Bigg )}_{S}}}}
Ainsi, en est déduit que la vitesse du son {\displaystyle c_{s}} vaut {\displaystyle {\sqrt {{\tilde {R}}T}}={\sqrt {{\frac {R}{M}}T}}} avec {\displaystyle M} la masse molaire du fluide en {\displaystyle g.mol^{-1}}.

## Dimensionnement et conversion d'unités
La méthode de Boltzmann sur réseau est une technique complètement non dimensionnée. Cependant, réaliser des simulations physiques imposent des résultats aux unités réelles. Le pas d'espace, généralement noté {\displaystyle \Delta x} et le pas de temps du réseau, généralement noté {\displaystyle \Delta t} doivent être convertibles en unité réelle. Cette conversion se fait généralement par le biais de nombres non-dimensionnés conservés comme le nombre de Reynolds.

## Évolutions de la méthode de Boltzmann
La méthode de Boltzmann est une méthode très attractive pour de nombreux chercheurs dans le monde. Cela a permis d'augmenter les possibilités de la méthode depuis quelques années. Voici quelques exemples d'améliorations :
- mise en place de modèles pour des fluides à plusieurs phases (gazeuse, liquide ou solide)[2] et possibilités d'intégrer plusieurs composants physiques en interaction[3],[4],[5] ;
- mise en place de modèles thermiques reliés à la méthode de Boltzmann : simulation de diffusion thermique, d'échanges thermiques et de changement de phase de fluides[6],[7],[8].

## Parallélisme et processeurs graphiques
La méthode de Boltzmann est une méthode attractive pour son importante capacité de parallélisation. De ce fait, les simulations sont accélérées par l'émergence des processeurs multi-cœurs. L'apparition de calculateurs hautes performances utilisant des accélérateurs graphiques (GPU) a également suscité l'intérêt des chercheurs.